# Sudatório

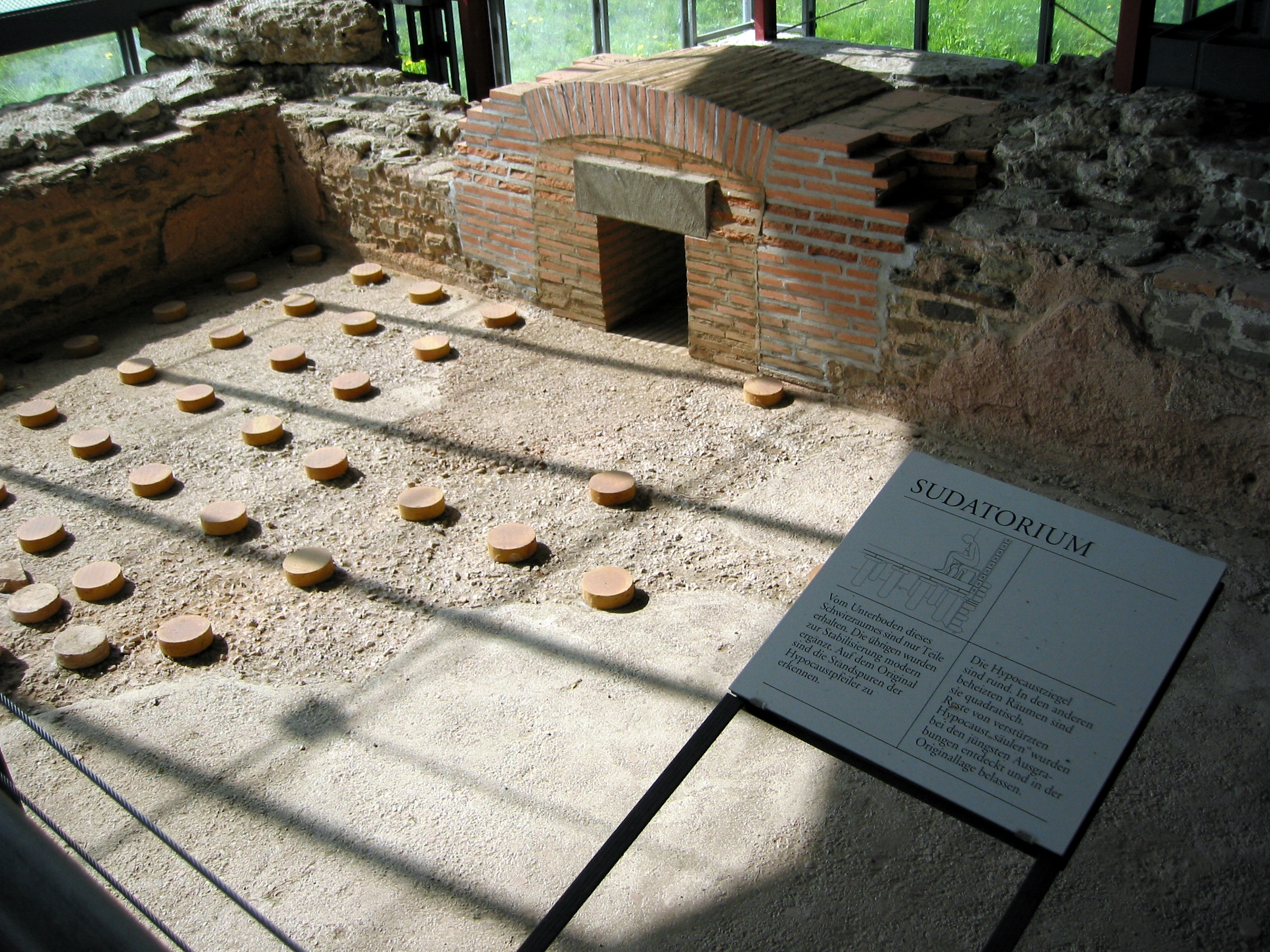
Sudatório romano, na Alemanha

Sudatório (em latim: sudatorium), nas termas romanas, era o cômodo onde os banhistas sentavam-se para, com o calor produzido, provocar o suor.